# Baby'z Breath
Baby'z Breathは、2023年5月13日に結成された日本の女性アイドルグループである。

## 概要
以下のコンセプトを掲げて結成された。
「Timeless Innocence（永遠の無邪気さ）」をコンセプトに掲げ、成熟した社会にあっても純粋な心を持ち続け、夢や希望を大切にすることの意義を伝えることを目的としています。メンバーたちは、個性を生かしながら、永遠の無邪気さを忘れることなく、音楽やパフォーマンスで世界中の人々を魅了します。

## 略歴

### 2023年
- 4月25日 公式Xアカウントにて新グループが始動することを発表。
- 5月1日～10日 メンバー写真、集合アーティスト写真を公開。
- 5月13日 横浜みなとみらいブロンテにて開催された『「MUSIC BAR MIRAI 亭」Presents.MIRAI 系アイドル SP ライブ 2nd Season #02』でお披露目された[3]。
- 5月21日 大塚Hearts Nextにて「Baby’z Breath Timeless Innocence ～ お披露目単独公演」を開催した[4]。
- 7月23日 猫音シシィが脱退[5]。

### 2024年
- 1月23日 1stシングル「どんな未来でも」をリリース。
- 3月31日 大塚Hearts+での「Baby’z Breath 単独公演#09」をもって春奏凛が卒業[6]。
- 4月28日 AKABANE ReNY alphaにて「Baby’z Breath 1stワンマンライブ 〜 1000人規模への第一ステージ」を開催した[7]。
- 9月25日 恵比寿CreAtoでの「明日海まりん卒業ライブ」をもって明日海まりんが卒業[8]。

### 2025年
- 1月18日 SUPERNOVA KAWASAKIにて開催された「Baby’z Breath 3rdワンマンライブ 〜1000人規模への第三ステージ〜 2025年東名阪ツアーファイナル 東京公演」で吉野瑞穂・蒼木柚が加入[9]。

## メンバー
| 名前         | よみ            | 愛称       | メンバーカラー    | 誕生日   | 血液型 | 出身     | 加入日         | キャスト名、所属店舗等                                    |
| ------------ | --------------- | ---------- | ----------------- | -------- | ------ | -------- | -------------- | --------------------------------------------------------- |
| 南いちご     | みなみ いちご   | いちごん   | ミルキー ホワイト | 4月2日   | O型    | 茨城県   | 2023年 5月13日 | イチゴ・P・フロマージュ アフィリア・スターズ(六本木)所属  |
| 熊本美和     | くまもと みわ   | みいちゃん | 赤                | 5月10日  | B型    | 島根県   | 2023年 5月13日 | ミワ アフィリア・スターズ(六本木)所属                     |
| 花宮まいか   | はなみや まいか | まいか     | シャイニー ピンク | 9月11日  | A型    | 千葉県   | 2023年 5月13日 | マイカ アフィリア・スターズ(六本木)所属                   |
| 天彩レイ     | あまいろ れい   | レイ       | 青                | 11月23日 | 不明   | 東京都   | 2023年 5月13日 |                                                           |
| 瀬戸山さくら | せとやま さくら | さくら     | メープル オレンジ | 11月17日 | O型    | 神奈川県 | 2023年 5月13日 | サクラ・S・ホノボーノ アフィリア・クロニクルS(秋葉原)所属 |
| 陽葵はるね   | ひまり はるね   | ぱるちゃん | ひまわり イエロー | 4月27日  | O型    | 千葉県   | 2023年 5月13日 | ハルネ アフィリア・シェリーズ(上野)所属                   |
| 吉野瑞穂     | よしの みずほ   | みっぽりん | みずいろ          | 5月27日  | O型    | 東京都   | 2025年 1月18日 | ミズ・P・チャーム アフィリア・スターズ(六本木)所属        |
| 蒼木柚       | そらき ゆず     | ゆずぽん   | シトロン グリーン | 8月12日  | A型    | 神奈川県 | 2025年 1月18日 | ユヅ アフィリア・シェリーズ(上野)所属                     |

### 元メンバー
| 名前         | よみ          | 愛称   | メンバーカラー      | 誕生日  | 血液型 | 出身   | 加入日         | 卒業日         | キャスト名/所属/備考                                         |
| ------------ | ------------- | ------ | ------------------- | ------- | ------ | ------ | -------------- | -------------- | ------------------------------------------------------------ |
| 猫音シシィ   | ねこね ししぃ | シシィ |                     | 4月5日  | A型    | 福岡県 | 2023年 5月13日 | 2023年 7月23日 | シシィ アフィリア・クロニクルS(秋葉原)所属                   |
| 春奏凛       | はるか りん   | りん   |                     | 6月1日  | O型    | 東京都 | 2023年 5月13日 | 2024年 3月31日 |                                                              |
| 明日海まりん | あすみ まりん | まりん | アクアマリン ブルー | 7月20日 | AB型   | 東京都 | 2023年 5月13日 | 2024年 9月25日 | マリン・サバノ・ミソーニ アフィリア・クロニクルS(秋葉原)所属 |

## 作品

### ミニアルバム
※順位はオリコンランキング最高位。
Stand-Up! Records